# Hans Sittich von Berlepsch
Hans (Johann/Johannes) Sittich von Berlepsch (* um 1480; † 9. Februar 1533 auf der Festung Heldrungen) war ein deutscher Ritter und Amtmann. Er wurde bekannt als Verwahrer und Gastgeber Martin Luthers 1521–1522 auf der Wartburg und ist Vorfahr aller heute lebenden von Berlepsch.

## Leben
Seine Eltern waren Sittich II. von Berlepsch († 1513) und dessen Ehefrau Gesa geb. von Oldershausen. Sittich II. war zu einem Drittel Erbe von Schloss Berlepsch und Hans Sittich kam wahrscheinlich dort zur Welt. Nach Schule und kurzem Studium an der Universität Leipzig wurde Hans Sittich um 1500 zum landgräflich-hessischen Amtmann auf der Burg Spangenberg ernannt.
Wann er in den Dienst der ernestinischen Wettiner trat, ist unsicher, aber bereits auf dem Landtag zu Felsberg am 9. Januar 1514 verhandelte er im Auftrag von Herzog Johann dem Beständigen mit den hessischen Landständen und wohl auch Abgesandten Kaiser Maximilians I. über die seit 1373 durch Erbverbrüderung vertraglich gesicherten Erbansprüche der Wettiner Herzöge von Sachsen in Hessen. Der Landtag war von der Landgrafenwitwe Anna, Mutter des noch im Kindesalter befindlichen Philipp I., an ihrem Wittumssitz einberufen worden, um dem Landhofmeister Ludwig von Boyneburg – letztlich erfolgreich – die vormundschaftliche Regentschaft in der Landgrafschaft Hessen zu entwinden. Im Juni 1517 informierte Berlepsch als Gesandter des Kurfürsten Friedrich III. („der Weise“) von Sachsen Kaiser Maximilian, dass der Kurfürst der kaiserlichen Bitte um Waffenhilfe gegen Franz von Sickingen nicht nachkommen werde. Im Herbst 1517 ernannte der Kurfürst ihn zum Burghauptmann auf der Wartburg und Amtmann in Eisenach. 1520 nahm er im Gefolge Herzog Johanns am Landtag zu Nordhausen teil, auf dem die hessisch-sächsische Erbverbrüderung erneuert wurde.

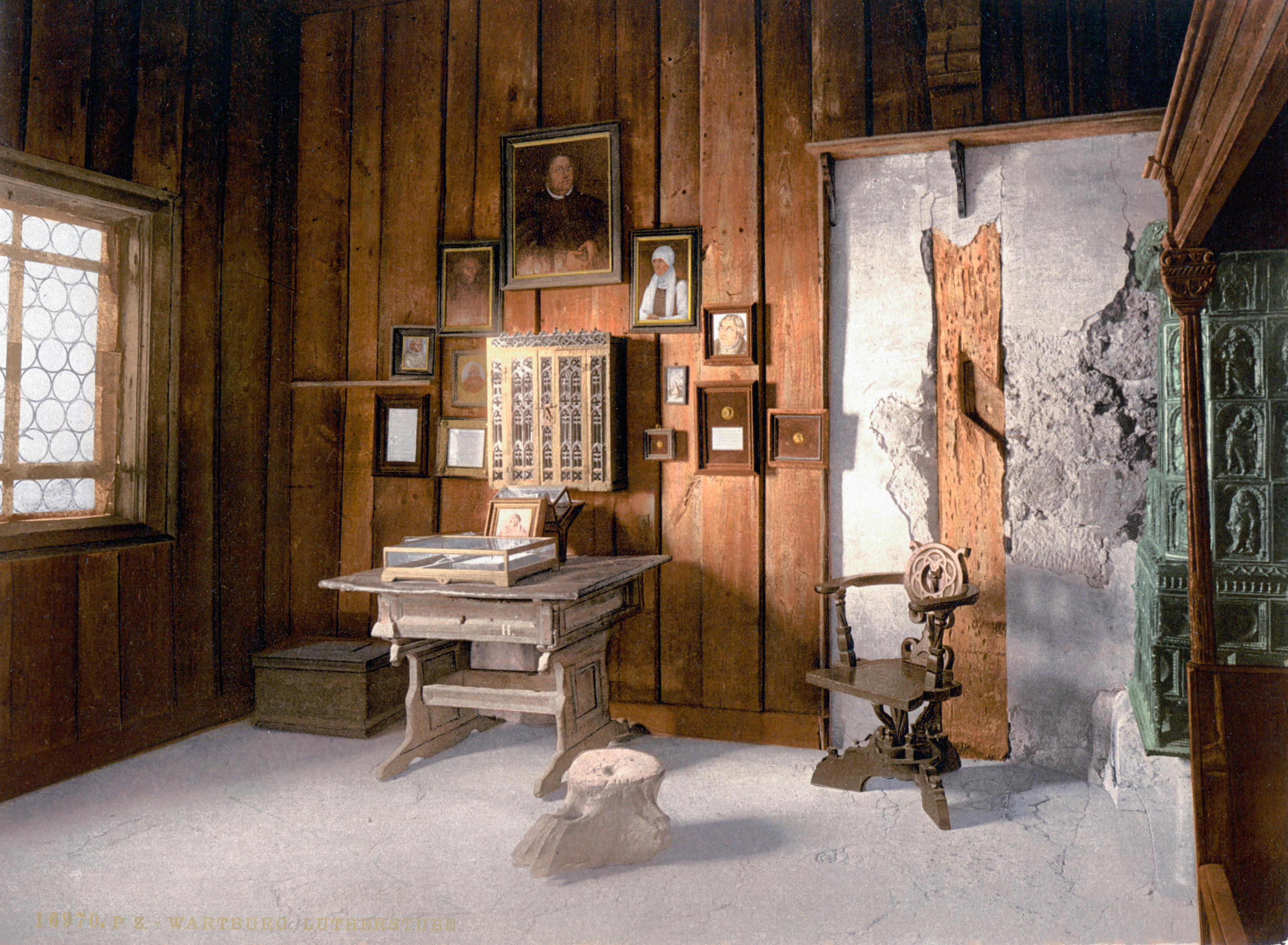
Rekonstruierte Lutherstube auf der Wartburg

Geschichtliche Bedeutung erlangte Berlepsch im Mai 1521, nachdem er wohl im Gefolge des Kurfürsten Friedrich III. zunächst am Reichstag zu Worms im Frühjahr 1521 teilgenommen hatte. Er organisierte, im geheimen Auftrag des Kurfürsten und gemeinsam mit Burkhard Hund von Wenkheim, den Scheinüberfall bei der Burg Altenstein am Abend des 4. Mai 1521 auf Martin Luther auf dessen Rückreise vom Reichstag. Er ließ den Reformator auf die Wartburg bringen und versteckte ihn dort bis zum 1. März 1522. In dieser Zeit übersetzte Luther das Neue Testament ins Deutsche. Da sein Aufenthalt geheim bleiben sollte, wurde die Legende des Staatsgefangenen „Junker Jörg“ in die Welt gesetzt, und es war Berlepschs Aufgabe, die politisch bedingte Metamorphose Luthers glaubwürdig erscheinen zu lassen. Luther nahm dazu in Kleidung, Haar- und Barttracht die Identität eines Ritters an, und Berlepsch brachte ihm die wesentlichen Verhaltensweisen eines Adligen bei. Zwischen den beiden entwickelte sich eine bis zu Berlepschs Tod anhaltende Freundschaft.
Hans Sittich, Friedrich der Weise und Johann der Beständige („noch energischer als sein Bruder“) trieben nach Luthers Wartburgzeit seine Reformation weiter voran.

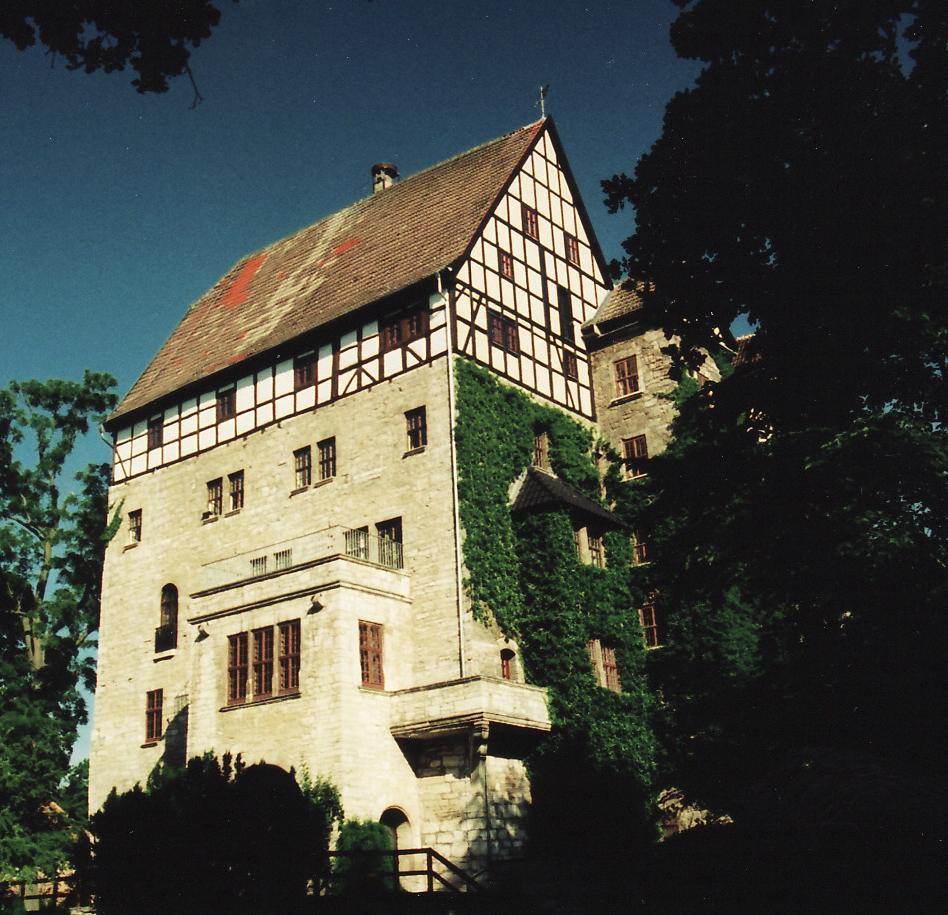
Die Burg Seebach, heute Staatliche Vogelschutzwarte Seebach

Berlepschs erste Ehefrau starb gegen Ende 1521, und am 24. März 1523 heiratete er in zweiter Ehe Beate von und zu Ebeleben (* 1503; † 2. August 1569). Noch im Jahr 1523 kaufte er als Heimstatt für seine neue Familie für 6000 Gulden die Wasserburg Seebach bei Mühlhausen/Thüringen von dem herzoglich-sächsischen Rat Günther von Bünau. Als während des Bauernkriegs aufständische Bauern und Bürger Mühlhausens am 30. April 1525 das Gut Seebach geplündert und seine Frau und ihr Kind entführt hatten, eilte er nach Mühlhausen, wo er von den Aufständischen gefangen genommen wurde und erst nach der Einnahme Mühlhausens durch Truppen des albertinischen und streng anti-reformatorischen Herzogs Georg von Sachsen am 25. Mai 1525 wieder freikam. Er erhielt zwar seinen Besitz zurück und eine teilweise Entschädigung für den erlittenen Schaden, aber er verlor seine Stellung als Amtmann und Schlosshauptmann der Wartburg. Vorgegebener Grund war sein unerlaubtes Verlassen der Wartburg; eigentliche Ursache war vermutlich jedoch Druck des Reformationsgegners Herzog Georg auf Johann den Beständigen, der nach dem Tod seines Bruders Friedrich am 5. Mai 1525 dessen Nachfolger als Kurfürst geworden war.
Berlepsch erhielt daraufhin noch im gleichen Jahr eine Anstellung bei Herzog Erich I. von Calenberg-Göttingen, den er im Dezember 1525 zum Reichstag in Augsburg begleitete. Bereits im Jahre 1527 wurde er wieder mit seinem Besitz in Seebach belehnt, wo er seine Burg wieder aufbauen ließ. 1530 bis 1532 stand er dann als Amtmann von Quedlinburg im Dienst des katholischen Herzogs Georg von Sachsen. Im Januar 1533 wechselte er in den Dienst der Grafen von Mansfeld-Vorderort, starb jedoch schon am 9. Februar 1533 auf deren Festung in Heldrungen. Er wurde vermutlich in Heldrungen beigesetzt. Seine Kinder errichteten ihren Eltern 1570 in der Seebacher Kirche St. Johannis eine zweiteilige gemalte Gedenktafel.

## Nachkommen
Hans Sittich von Berlepsch hatte aus seinen beiden Ehen mindestens fünf Kinder:
- Hans (* 1517), verstorben in Leipzig, vermutlich als Student
- Apel (* 1520, † 26. Oktober 1570 in Heldrungen), hessischer geheimer Rat und 1554–1557 als Nachfolger von Alexander von der Tann hessischer Oberamtmann der Obergrafschaft Katzenelnbogen,[6] ⚭ 1550 Margarethe Susanne von der Tann (1530–1577), Tochter des Eberhard von der Tann[7]
- Caspar/Kaspar (* 1526, † 11. September 1573), kurmainzischer Oberamtmann auf dem Eichsfeld, ⚭ 1557 Veronika von Dietgengerode († 1569)
- Hans Christoph (* 2. September 1531, † 14. März 1593 auf der Burg Großbodungen), hessischer Erbkämmerer, ⚭ I: 1561 Anna Riedesel zu Eisenbach († 1573), ⚭ II: nach 1573 Margarete von der Tann (I: Fritz von Boyneburg), Tochter des Alexander von der Tann[8]
- Anna (* 1534), ⚭ NN von Harstall